# دي بارتون
دي بارتون (بالإنجليزية: Dee Barton)‏ هو ملحن أمريكي، ولد في 18 سبتمبر 1937 في مسيسيبي في الولايات المتحدة، وتوفي في 3 ديسمبر 2001.

## وصلات خارجية
- دي بارتون على موقع IMDb (الإنجليزية)
- دي بارتون على موقع ميوزك برينز (الإنجليزية)
- دي بارتون على موقع أول ميوزيك (الإنجليزية)
- دي بارتون على موقع ديسكوغز (الإنجليزية)
- دي بارتون على موقع قاعدة بيانات الفيلم (الإنجليزية)